# This Is the Night (Clay Aiken)
This Is the Night, pubblicato il 3 giugno 2003 dalla RCA Records, è un brano musicale di Clay Aiken, vincitore della seconda edizione del talent show American Idol, pubblicato come suo singolo di debutto e scritta da Chris Braide, Aldo Nova e Gary Burr.
Il brano è stato pubblicato contemporaneamente a Flying Without Wings di Ruben Studdard, "rivale" di Aiken ad American Idol. This Is the Night ha raggiunto la posizione numero uno della classifica statunitense Billboard Hot 100, mentre Flying Without Wings non è riuscita ad avanzare oltre la seconda posizione. This Is the Night ha venduto circa 960 000 copie.

## Tracce
CD Single
1. Bridge over Troubled Water (Paul Simon)
2. This Is the Night (Chris Braide/Aldo Nova/Gary Burr)